# Buchanan megye (Missouri)
Buchanan megye az Amerikai Egyesült Államokban, azon belül Missouri államban található. Megyeszékhelye és legnagyobb városa St. Joseph. Lakosainak száma 84 793 fő (2020. április 1.). Buchanan megye Andrew, Clinton, Platte, DeKalb, Doniphan és Atchison megyékkel határos.

## Népesség
A megye népességének változása:
| Lakosok száma | 89 051 | 89 511 | 89 667 | 89 631 | 89 100 | 84 793 |
|               | 2010   | 2011   | 2012   | 2013   | 2015   | 2020   |